# 11581 Філіпдеяґер
11581 Філіпдеяґер (11581 Philipdejager) — астероїд головного поясу, відкритий 10 серпня 1994 року.
Тіссеранів параметр щодо Юпітера — 3,232.